# Pragmatica de Baronibus
La Pragmatica de Baronibus è una legge  (in quel tempo tecnicamente detta prammatica) promulgata in età aragonese mirante a regolare i diritti esercitati dal baronaggio specialmente in rapporto alle comunità civiche (le cosiddette Universitates).
Il clima nel quale si produssero questi provvedimenti nasceva da una contrapposizione di poteri: da una parte, cioè, la corona aragonese, per certi versi fragile ed impegnata nel difficile riconoscimento dei diritti successorii al delfino naturale del re Alfonso; e dall'altra il baronaggio, forte di possedimenti feudali sempre più vasti, che pretendeva di porsi come interlocutore del sovrano su un piano di parità, quasi quest'ultimo fosse solo un primus inter pares. E questo atteggiamento, del resto, lo vedremo ancora nell'ultimo principe di Salerno, quel Ferrante Sanseverino che avrebbe mandato un'ambasceria a Carlo V chiedendogli di risolvere da pari a pari la pesante situazione che avrebbe determinato la spoliazione del discendente dei di Marsico con la perdita di ogni suo diritto e titolo. Un segno emblematico di questo clima rovente fu la duplice congiura dei baroni, che aveva scosso fortemente la monarchia determinandone le feroci reazioni ricordate da Camillo Porzio.
Comunque, al tempo della promulgazione della prima prammatica de Baronibus, il 1466, gli aragonesi sentivano la necessità di porre un limite al potere baronale, a cui in precedenza era dato il potere di edificare liberamente insediamenti da cui ricavare introiti. Quest'azione contenitiva sarebbe proseguita al tempo della seconda prammatica dello stesso tenore (1482) e quindi nell'epoca delle grandi riforme degli statuti delle Universitates hominum, quali sono da noi conosciuti attraverso il Codice Aragonese pubblicato dal Trinchera.